# Weinbau in Tunesien

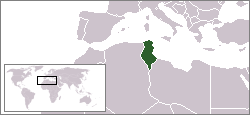
Lage Tunesiens

Der Weinbau in Tunesien hat eine lange Tradition, die wie bei vielen anderen Mittelmeerländern auch durch die Phönizier, hier im Speziellen durch die Karthager, begründet wurde.
Auch die weitere Geschichte des Weinbaues in Tunesien deckt sich mit vielen anderen nordafrikanischen Ländern. Unter römischer Herrschaft kam es zu einer Blüte, trotz muslimischer Herrschaft ab dem 7. Jahrhundert n. Chr. blieb der Weinbau und Weinproduktion erhalten, verlor jedoch an Bedeutung.
Unter französischer Herrschaft ab dem Jahr 1881 setzte wieder ein Aufschwung bei der Weinproduktion ein. Zu jener Zeit gab es in Tunesien nur noch ca. 1.000 ha Rebfläche und 95 % waren für den Anbau von Tafeltrauben bestimmt; die restlichen 50 ha, die für den Weinbau bestimmt waren, waren bereits fest in französischer Hand. Tunesien wurde zum Lieferanten von Deck- und Verschnittweinen. Dies ging auch noch eine Zeit lang gut, als Tunesien von Frankreich schon unabhängig war. Erst zur Mitte der 1960er Jahre, als französischer Besitz enteignet und die Planwirtschaft eingeführt wurde, stürzte die Weinproduktion in eine tiefe Krise.
Heute hat Tunesien ein Weinrecht nach französischem Vorbild mit AOC-Appellationen. Dies ist heute ein Vorteil, da die Weine in den Regalen den Eindruck erwecken, als kämen sie aus Frankreich. Der Weinbau wird, wie in Algerien, fast vollständig staatlich kontrolliert. Noch immer werden hauptsächlich Sorten angebaut, die man auch in Südfrankreich findet. Zu diesen gehören Cabernet, Cinsault, Alicante Bouschet, Grenache, Syrah, Mourvèdre, Clairette Blanche und Muscat de Frontignan.
Probleme bereiten oft die Wüstenstürme. Durch sie wird die Ernte hin und wieder buchstäblich vom Winde verweht. In Jahren mit einer guten Ernte werden ca. 400.000 Hektoliter Wein auf einer Anbaufläche von etwa 29.000 Hektar produziert. Die Anbaufläche zur Weinherstellung ist stark rückläufig, und die Tafeltraubenproduktion gewinnt an Bedeutung. Die Weine sind hauptsächlich körperreiche Rot- und Roséweine.

## Qualitätsweine in Tunesien
Die Appellation d’Origine Contrôlée (kurz AOC) Weine Tunesiens sind:
- AOC Grand Cru Mornag

Das Gebiet ist ca. 40 km südlich von Tunis gelegen. Die Rotweine sind kräftig mit gut eingebauten Tanninen und sind gute Essensbegleiter zu Fleisch- und Wildgerichten. Die in Buschform wachsende Hauptsorte Carignan wird meist mit kräftigeren Sorten wie Syrah oder Cabernet-Sauvignon verschnitten. International anerkannte Roséweine kommen meist von Cinsault und Grenache, die Weißweine wie Ugni Blanc und Rezzegui sind leicht und angenehm zu trinken.
Bekannte Weingüter: Domaine Atlas, Domaine de Charmettes, Château Mornag
- AOC Mornag

Die AOC ist die größte AOC Tunesiens. Sie erstreckt sich von Grombalia, Takelsa bis Korba im Osten und Enfidha im Süden. Es werden Rot-, Rosé- und Weißweine angebaut. Das Klima ist trocken. Die jährlichen Niederschlagsmengen liegen bei 300 bis 480 mm/Jahr. Durch die Nähe zum Meer ist die Luftfeuchtigkeit höher als normal und die Temperaturschwankungen nicht zu extrem. Durch den Einsatz von qualitativ hochwertigen Rebsorten konnten gute Verbesserungen der Weine erzielt werden.
Bekannte Weingüter: Domaine Atlas, Domaine d’Ouzra, Domaine Kurubis
- AOC Thibar

Die Region verfügt über ein Klima mit kalten Wintern, heißen Sommern und einer jährlichen Niederschlagsmenge von 500 mm/Jahr. Hier werden Weiß-, Rosé- und Rotweine hergestellt.
Bekannte Weingüter: Domaine de Thibar
- AOC Coteaux d’Utique

Die Region liegt ca. 40 km nördlich von Tunis.
Bekannte Weingüter: Château Fériani, Domaine Karim, Côteaux d’Utique, Côteaux de Mateur, Côteaux de Bizerte
- AOC Tebourba

Große Anbauregion mit Weinen guten Namens. Es werden Rot- und Roséweine hergestellt.
Bekannte Weingüter: Côteaux de Tébourba, Côteaux de Schuiggui, Domaine de Lansarine, Tébourba Village
- AOC Sidi Salem

30 km südlich von Tunis. Die Niederschlagsmenge liegt bei 500 bis 600 mm im Jahr. Es werden Rot- und Roséweine hergestellt.
Bekannte Weingüter: Domaine Nepheris, Côteaux de Khanguet, Khanguet Village, Château Khanguet, Château Saint-Augustin
- AOC Kelibia

Dieses Gebiet liegt ca. 140 km von Tunis bei Cap Bon. Es herrscht ein mediterranes Klima vor. Es wird nur eine Rebsorte angebaut, die Muskateller-Sorte Alexandria, auch „muscat de kélibia“ genannt. Die Weine sind trocken und fruchtig.